# Stygobromus quatsinensis
Stygobromus quatsinensis är en kräftdjursart som beskrevs av John R. Holsinger och Shaw 1987. Stygobromus quatsinensis ingår i släktet Stygobromus och familjen Crangonyctidae. Inga underarter finns listade i Catalogue of Life.